# Lípa v Mostní ulici
Lípa v Mostní ulici (někdy též zkráceně Lípa v Mostní ul.) je památný strom rostoucí v Chrastavě, městě na severu České republiky, v Libereckém kraji, okrese Liberec.

## Poloha a historie
Strom roste v západní části středních partií města na břehu řeky Jeřice, která jej omývá ze severozápadní strany. Jihovýchodně od něj se nachází místní autobusové nádraží a západním směrem silniční komunikace I/35. V blízkosti stromu byla v řece zřízena limnigrafická stanice. O prohlášení stromu za památný rozhodl městský úřad města Chrastavy, který dne 11. prosince 2013 vydal příslušný dokument, jenž nabyl právní moci ke dni 30. ledna 2014.

## Popis
Památný strom je lípa malolistá (Tilia cordata), která dosahuje výšky 23 metrů. Kolem stromu je vyhlášeno ochranné pásmo mající podobu kruhové výseče o poloměru šesti metrů, přičemž ve středu této výseče se nachází kmen chráněného stromu. Ochranné pásmo nezasahuje na pozemky soukromých majitelů a rovněž není jeho součástí koryto řeky Jeřice.